# Villangómez
Villangómez község Spanyolországban, Burgos tartományban. Villangómez Arcos de la Llana községgel határos. Lakosainak száma 232 fő (2024).

## Népesség
A település népessége az utóbbi években az alábbiak szerint változott:
| Lakosok száma | 329  | 315  | 301  | 261  | 249  | 240  | 235  | 214  | 225  | 232  |
|               | 2001 | 2004 | 2006 | 2009 | 2011 | 2014 | 2016 | 2019 | 2021 | 2024 |